# Erste Liga 2015-2016
La Erste Liga 2015-2016 (ufficialmente "Heute für Morgen" Erste Liga) è stata la 42ª edizione del campionato di calcio austriaco di seconda divisione.
La stagione è iniziata il 24 luglio 2015 ed è terminata il 25 maggio 2016; la pausa invernale ha avuto luogo dal 27 novembre 2015 al 26 febbraio 2016.

## Stagione

### Novità
Il Mattersburg è la squadra campione in carica e promossa in Bundesliga, il Wiener Neustadt retrocesso dalla Bundesliga e le neopromosse dalla Regionalliga, l'Austria Klagenfurt e l'Austria Salzburg.

### Formula
Le squadre si affrontano in un doppio girone all'italiana con partite d'andata e ritorno, per un totale di 36 giornate.
La squadra campione verrà promossa in Bundesliga per la stagione 2016-2017.
Le ultime due squadre classificate retrocederanno nella successiva Regionalliga, dalla quale saranno promosse due squadre delle tre vincitrici dei rispettivi gironi, in base alla possibilità di iscrizione. La squadra che non sarà promossa nonostante la vittoria riceverà in compenso un premio in denaro.

## Squadre partecipanti
| Club               | Città           | Stadio                    | Posizione 2014-2015           | Dettaglio |
| ------------------ | --------------- | ------------------------- | ----------------------------- | --------- |
| Austria Klagenfurt | Klagenfurt      | Wörthersee Stadion        | 1º posto in Regionalliga West | 2014-2015 |
| Austria Lustenau   | Lustenau        | Reichshof                 | 7º posto in Erste Liga        | 2014-2015 |
| Austria Salisburgo | Salisburgo      | Sportanlage West          | 2º posto in Regionalliga West | 2014-2015 |
| Floridsdorfer      | Vienna          | Leopold Stroh             | 8º posto in Erste Liga        | 2014-2015 |
| Kapfenberger       | Kapfenberg      | Franz Fekete              | 4º posto in Erste Liga        | 2014-2015 |
| LASK               | Linz            | Linzer Stadion            | 3º posto in Erste Liga        | 2014-2015 |
| Liefering          | Salisburgo      | Wals-Siezenheim           | 2º posto in Erste Liga        | 2014-2015 |
| St. Pölten         | Sankt Pölten    | NV Arena                  | 5º posto in Erste Liga        | 2014-2015 |
| Wacker Innsbruck   | Innsbruck       | Tivoli-Neu Stadion        | 6º posto in Erste Liga        | 2014-2015 |
| Wiener Neustadt    | Wiener Neustadt | Wiener Neustädter Stadion | 10º posto in Bundesliga       | 2014-2015 |

## Allenatori

### Tabella riassuntiva
| Club               | Allenatore     | In carica da     |
| ------------------ | -------------- | ---------------- |
| Austria Klagenfurt | Manfred Bender | 25 maggio 2014   |
| Austria Lustenau   | Lassaad Chabbi | 14 marzo 2015    |
| Austria Salisburgo | Jørn Andersen  | 29 marzo 2015    |
| Floridsdorfer      | Peter Pacult   | 21 aprile 2015   |
| Kapfenberger       | Kurt Russ      | 5 giugno 2013    |
| LASK               | Oliver Glasner | 31 maggio 2015   |
| Liefering          | Thomas Letsch  | 1 luglio 2015    |
| St. Pölten         | Karl Daxbacher | 1 luglio 2015    |
| Wacker Innsbruck   | Klaus Schmidt  | 24 novembre 2014 |
| Wiener Neustadt    | Günter Kreissl | 1 luglio 2015    |

## Classifica
Aggiornata al 25 maggio 2016
|  | Pos. | Squadra            | Pt | G  | V  | N  | P  | GF | GS | DR  |
|  | ---- | ------------------ | -- | -- | -- | -- | -- | -- | -- | --- |
|  | 1.   | St. Pölten         | 80 | 36 | 26 | 2  | 8  | 68 | 34 | +34 |
|  | 2.   | LASK               | 72 | 36 | 22 | 6  | 8  | 65 | 35 | +30 |
|  | 3.   | Wacker Innsbruck   | 59 | 36 | 17 | 8  | 11 | 61 | 47 | +14 |
|  | 4.   | Liefering          | 57 | 36 | 17 | 6  | 13 | 65 | 49 | +16 |
|  | 5.   | Austria Lustenau   | 57 | 36 | 16 | 9  | 11 | 56 | 40 | +16 |
|  | 6.   | Kapfenberger       | 50 | 36 | 14 | 8  | 14 | 63 | 62 | +1  |
|  | 7.   | Wiener Neustadt    | 45 | 36 | 12 | 9  | 15 | 39 | 49 | -10 |
|  | 8.   | Austria Klagenfurt | 34 | 36 | 8  | 10 | 18 | 43 | 62 | -19 |
|  | 9.   | Austria Salisburgo | 32 | 36 | 7  | 11 | 18 | 45 | 73 | -28 |
|  | 10.  | Floridsdorfer      | 17 | 36 | 4  | 5  | 27 | 23 | 77 | -54 |

Legenda:

      Promossa in Bundesliga 2016-2017

      Ammessa allo spareggio promozione-retrocessione

      Retrocessa in Regionalliga 2016-2017

Note:

Tre punti a vittoria, uno a pareggio, zero a sconfitta.
In caso di arrivo di due o più squadre a pari punti, la graduatoria verrà stilata secondo la classifica avulsa tra le squadre interessate che prevede, in ordine, i seguenti criteri:
- Punti negli scontri diretti
- Differenza reti negli scontri diretti
- Differenza reti generale
- Reti realizzate in generale
- Sorteggio

+Penalizzato per violazione licenza

## Statistiche

### Squadre

#### Record
- Maggior numero di vittorie:
- Minor numero di sconfitte:
- Migliore attacco:
- Miglior difesa:
- Miglior differenza reti:
- Maggior numero di pareggi:
- Minor numero di pareggi:
- Maggior numero di sconfitte:
- Minor numero di vittorie:
- Peggiore attacco:
- Peggior difesa:
- Peggior differenza reti:
- Miglior serie positiva:
- Peggior serie negativa:

### Individuali

#### Classifica marcatori
| Gol |  |  | Giocatore        | Squadra            |
| --- |  |  | ---------------- | ------------------ |
| 20  |  |  | Thomas Pichlmann | Wacker Innsbruck   |
| 19  |  |  | Daniel Segovia   | St. Pölten         |
| 15  |  |  | Julian Wießmeier | Austria Lustenau   |
| 14  |  |  | Patrik Eler      | Austria Klagenfurt |
| 14  |  |  | René Gartler     | LASK               |

#### Record
- Capocannoniere:
- Maggior numero di gol in una partita:

### Partite
- Più gol :
- Maggiore scarto di gol :
- Maggior numero di reti in una giornata :
- Minor numero di reti in una giornata :